# XHDT-FM
XHDT-FM es una estación de radio localizada en la ciudad de Ciudad Cuauhtémoc, Chihuahua, México. Transmite en 98.3 MHz de Frecuencia Modulada con 25 kW de potencia. Actualmente se le conoce como Like 98.3 FM.

## Historia
El 21 de julio de 1970 se declaró susceptible la explotación comercial de una estación de radio en Ciudad Cuauhtémoc, Chihuahua, con identificativo de llamada XEDT-AM en los 1080 kHz con 1 kW de potencia diurna. La concesión fue pretendida por Roberto Boone Menchaca, Reynalda Salmón Paredes y Raúl Mendoza Villalba, todos allegados y relacionados con Grupo Radio Divertida, resultando ganar el último el 17 de enero de 1977.
La estación tuvo autorización para moverse la frecuencia a 900 kHz y transmitir de forma nocturna el 30 de agosto de 2005. El 19 de octubre de 2011 la estación obtuvo permiso para cambiar su frecuencia de AM por una de FM, quedando como XHDT-FM en los 98.3 MHz con 25 kW de potencia. La frecuencia de AM se apagó en 2013. En julio de 2017, eliminó el nombre Hits y el logotipo de Multimedios Radio, probablemente como preparación para que MM Radio lanzara su propia estación Hits FM en el mercado.

## Formato
La estación ha pasado por los formatos de La Reina y Hits FM. Actualmente maneja el formato Like 98.3 FM, que consiste en la transmisión de música pop en español e inglés.